# Котис II

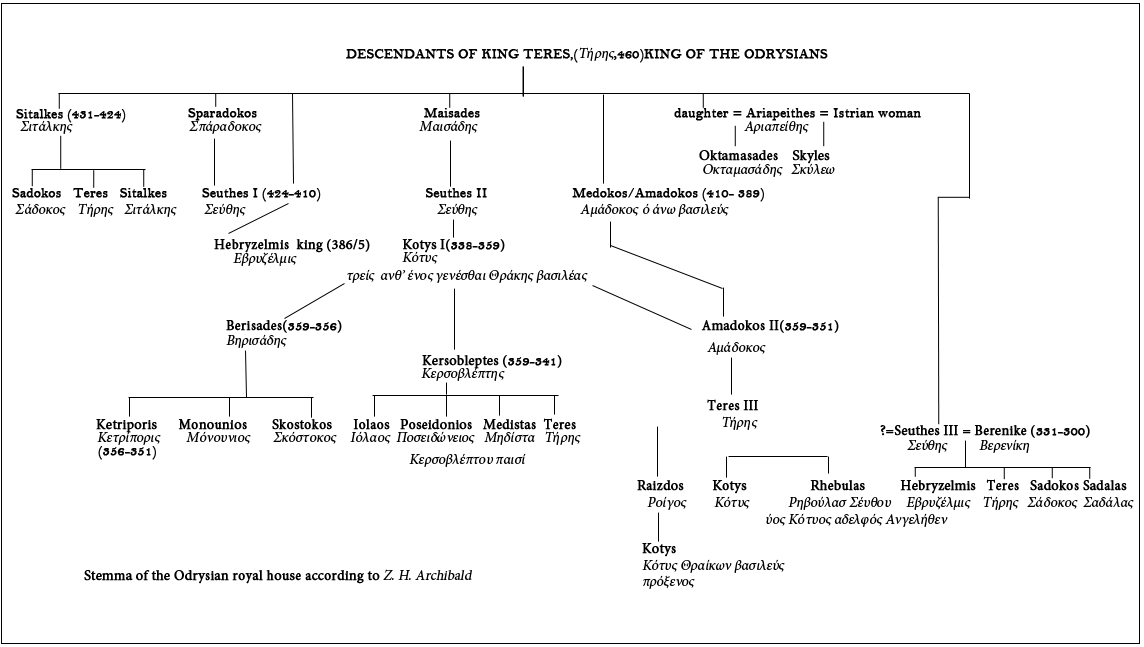
Генеалогия потомков Тереса

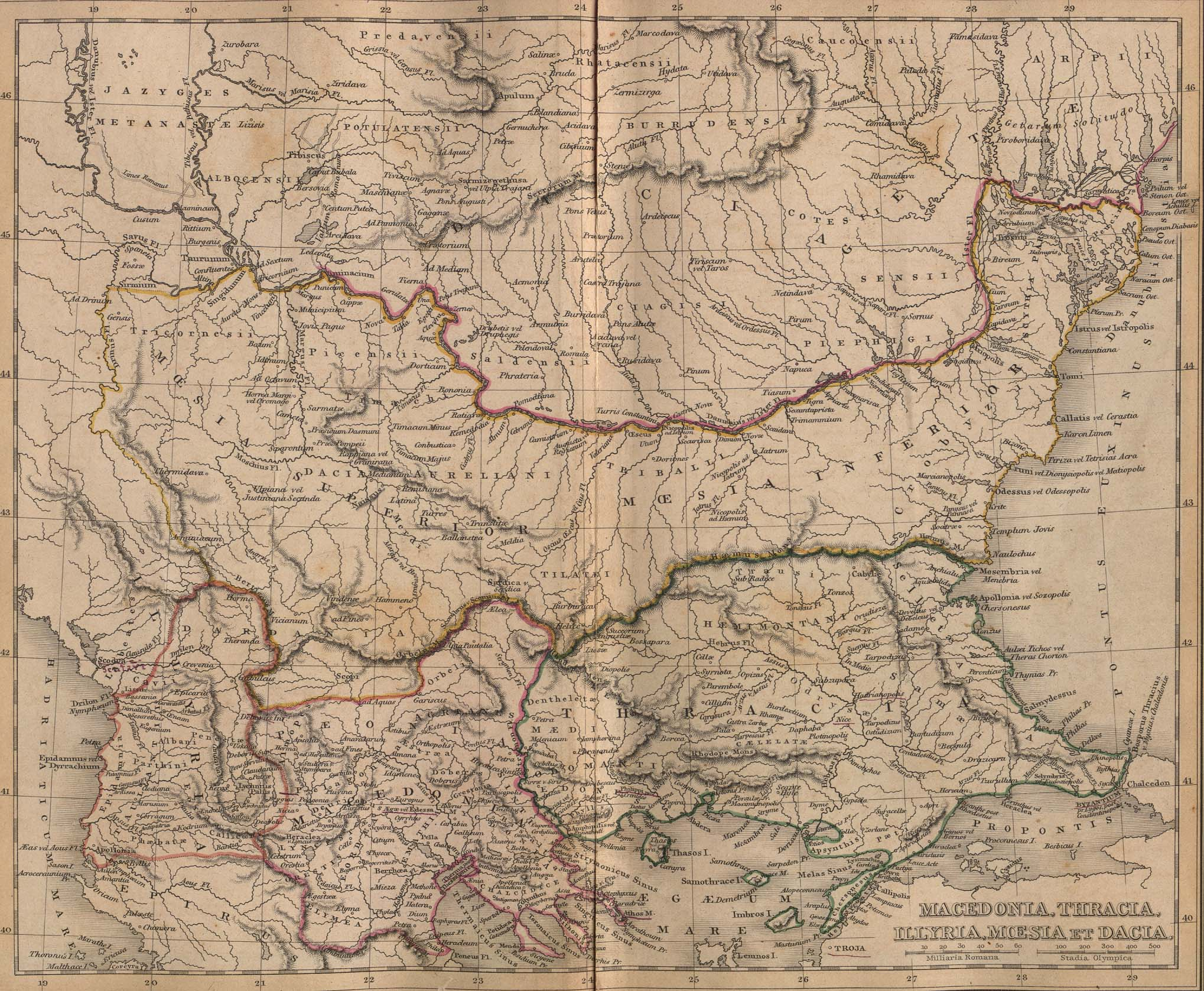
Фракия и соседние территории — Македония, Иллирия, Мёзия, и Дакия — карта из атласа Alexander G. Findlay. Classical Atlas to Illustrate Ancient Geography, New York, 1849.

Котис II (др.-греч. Κότυς) — фракийский царь в Одрисском государстве с 300 по 280 год до н. э. Сын царя Севта III.

## Предыстория
К 341 году до н. э. отец Александра Македонского Филипп II завоевал южную Фракию. Отец Котиса фракийский царь Севт III поднял восстание против македонян в 325 году до н. э. После смерти Александра в 323 году до н. э. поднял вооружённый мятеж против нового наместника, Лисимаха. В 322 году до н. э. Лисимах заставил Севта признать верховную власть Македонии. В 313 году до н. э. Севт III поддержал Антигона I в его войне с Лисимахом, но был разбит и вынужден сдаться.

## Биография
Котис II стал царем Одрисского царства около 300 года до н. э., сменив своего отца Севта III. Котис II отказался подчиняться Лисимаху, и в 291 до н. э. тот начал войну с фракийцами и гетами. Война пошла неудачно, и Лисимах попал в плен к гетам, но вскоре был освобождён, заключив с ними мир. Занятый войной во Фракии, Лисимах уступил свои владения в Македонии без боя Деметрию Полиоркету. В сражении под Амфиполем Деметрий разбил Лисимаха, и тот мог бы потерять своё царство, если бы Пирр не пришел на помощь Лисимаху.
В 281 году до н. э. Лисимах погиб в битве при Курупедионе с войсками Селевка I Никатора, после чего Котис II был вынужден признать власть Птолемея II Керавна.
После окончания войны с Македонией Котис II столкнулся с новым неприятелем. Это были кельты-галаты, вторгнувшиеся в 281 году в Фракию. Когда Котис II попросил помощи у Птолемея, тот отказался помочь, полагая, что кельты и фракийцы ослабят друг друга и будут менее опасны для Македонии. Это была большая ошибка, потому что фракийцы были теперь вынуждены присоединиться к галатам. В 280 год до н. э. была разрушена и сожжена столица Одрисского царства Севтополь, а Котис II погиб. Весной следующего года отряды галатов вступили в Македонию, Птолемей попал в плен в бою и был обезглавлен, его голову насадили на копье и пронесли перед строем.
После этого кельты в 279—277 гг. до н. э. вторглись на Балканский полуостров и в северо-западные области Малой Азии, где образовали своё государство Галатия, просуществовавшее до 183 г. до н. э., а в юго-восточной части Фракии возникло кельтское царство, просуществовавшее до 220 г. до н. э.
К концу III в. до н. э. Южная Фракия оказалась разделённой на несколько государств, враждовавших друг с другом. Сын Котиса II Рэйздос контролировал лишь земли непосредственно племени одрисов.